# Marumba sperchius
Marumba sperchius är en fjärilsart som beskrevs av Pieter Cornelius Tobias Snellen 1879. Marumba sperchius ingår i släktet Marumba och familjen svärmare. Inga underarter finns listade i Catalogue of Life.

## Beskrivning

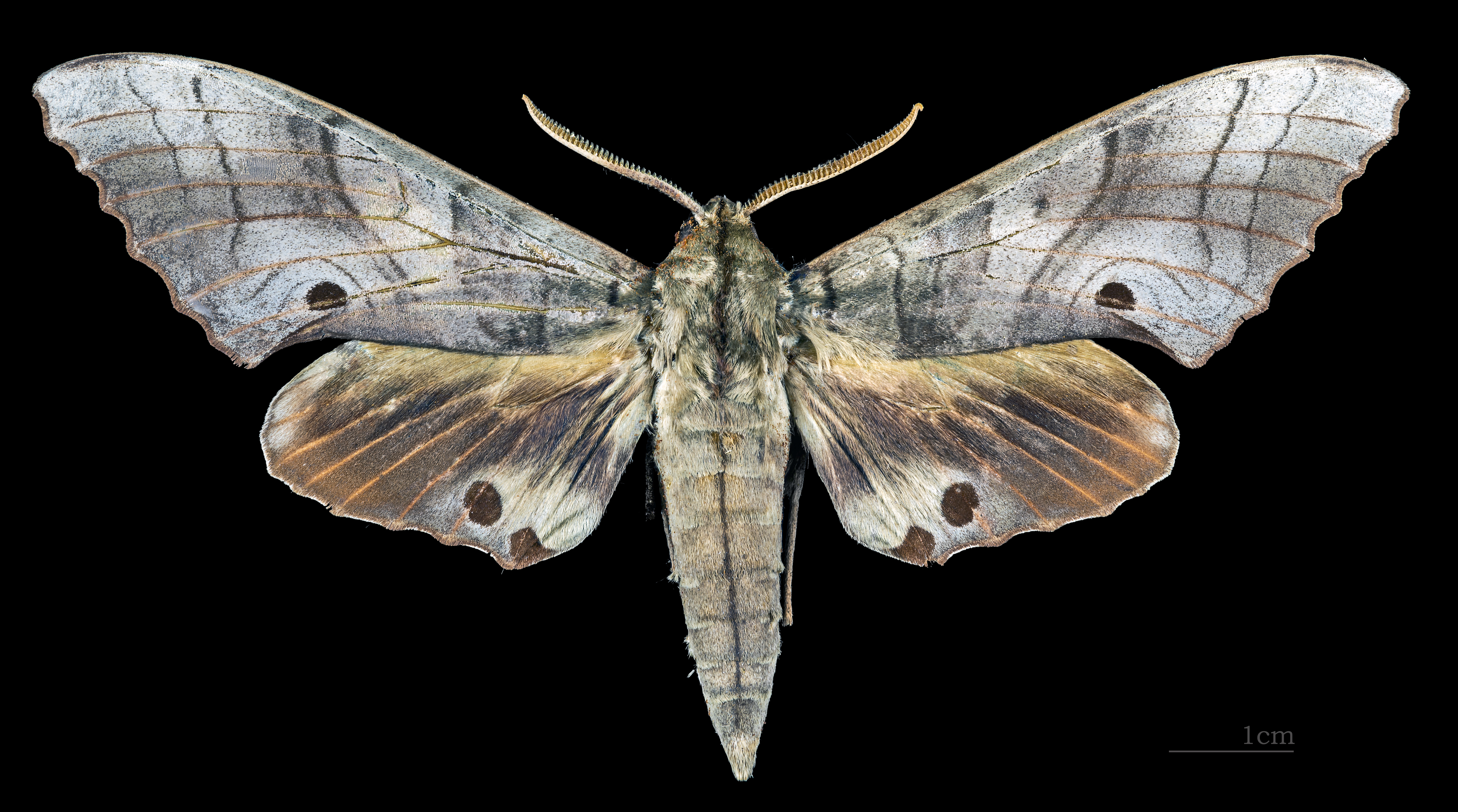
♂
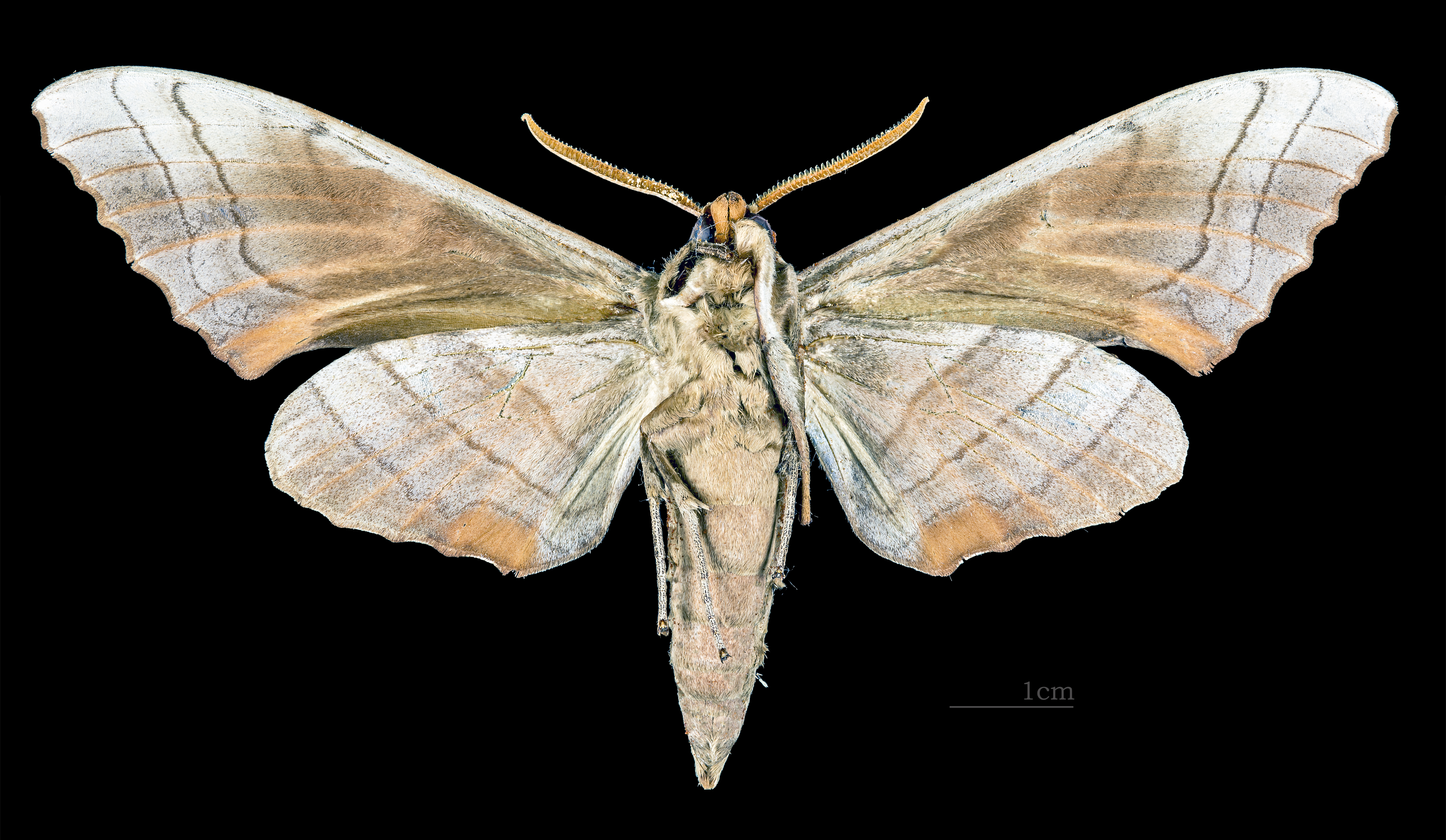
♂ △
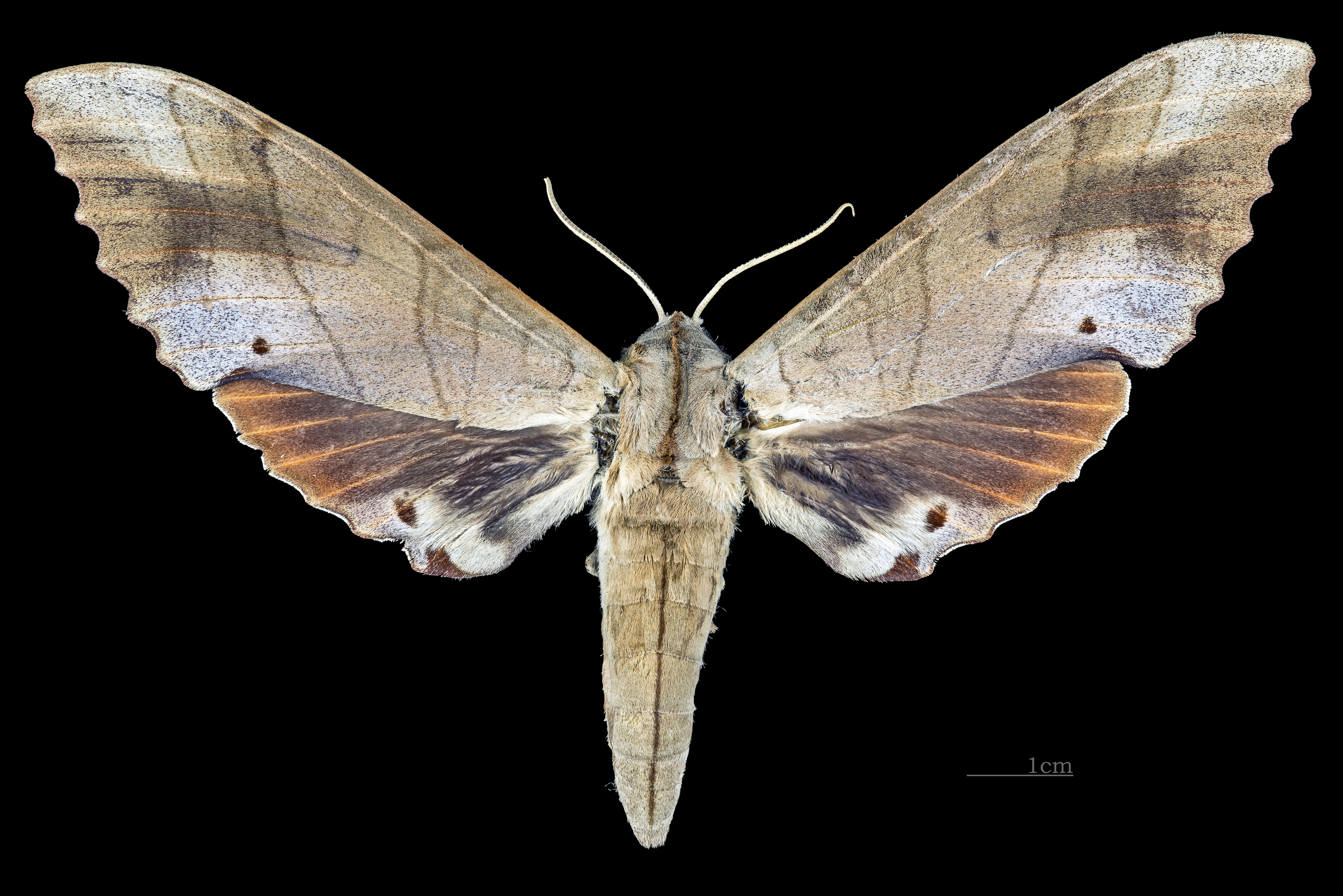
♀
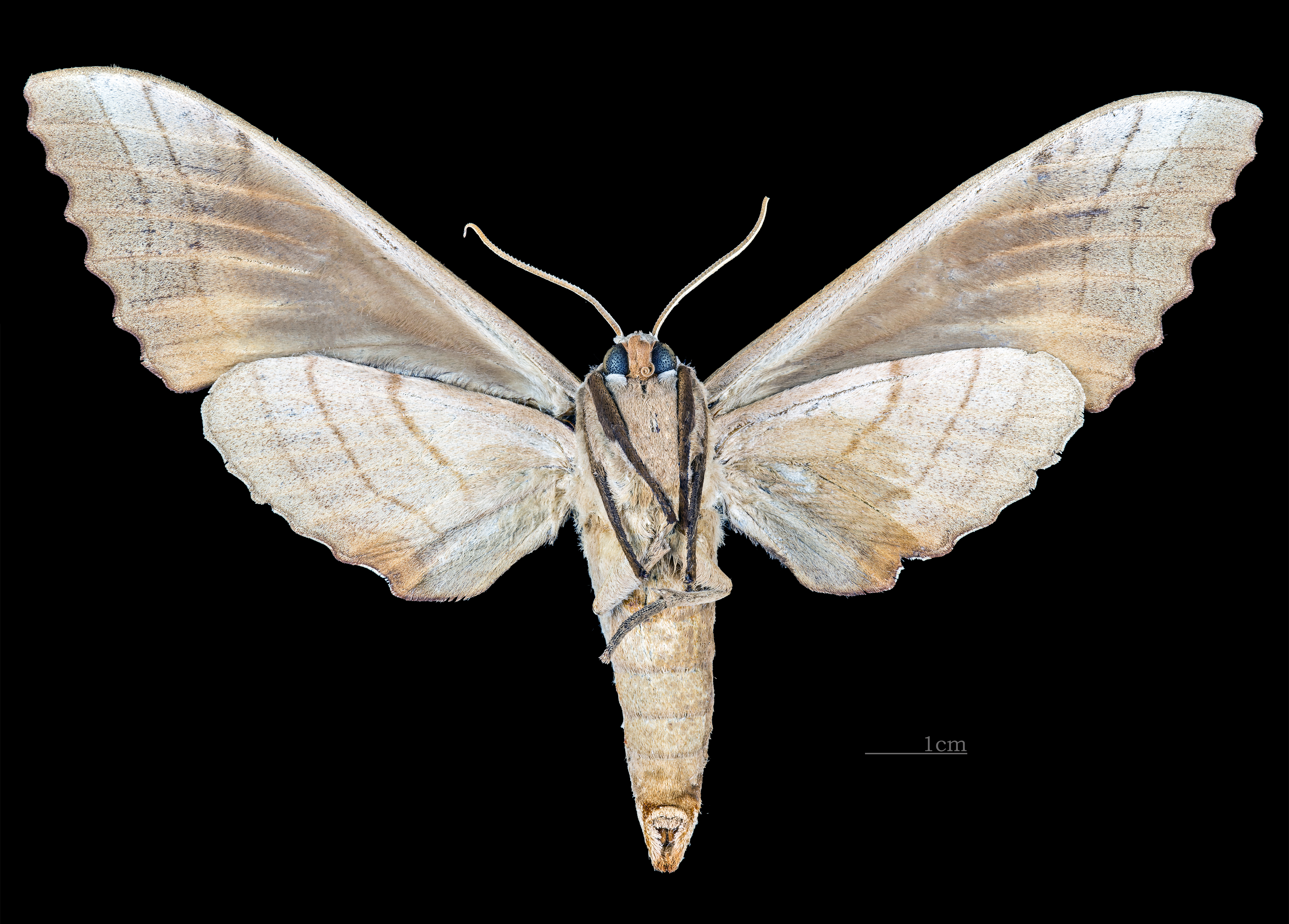
♀ △